# 정승길
정승길(한국 한자: 鄭勝吉, 1972년 8월 10일 ~ )은 대한민국의 배우이다.

## 학력
- 서울예술대학 영화과

## 출연작

### 영화
- 《말이야 바른 말이지》 (2023년)
- 《드림》 (2023년) - 손범수 역
- 《제비》 (2023년) - 태목 역
- 《니 부모 얼굴이 보고 싶다》 (2022년) - 이준상 역
- 《낫아웃》 (2021년) - 승길 역
- 《보희와 녹양》 (2019년) - 보희 아빠 역
- 《출국》 (2018년) - 이문호 역
- 《호랑이보다 무서운 겨울손님》 (2018년) - 경찰 역
- 《1987》 (2017년) - 차장검사 역
- 《7호실》 (2017년) - 두식의 매형 역
- 《중독노래방》 (2017년) - 파출소 직원 역
- 《터널》 (2016년) - 공청회 참석자 A 역
- 《4등》 (2016년) - 선장 역
- 《대배우》 (2016년) - 봉봉 연출 역
- 《10분》 (2014년) - 정용진 역
- 《하소연》 (2013년)
- 《탈주》 (2010년) - 병무청직원 역
- 《계몽영화》 (2010년) - 정학송 역
- 《원 나잇 스탠드》 (2010년) - 양복남 역
- 《마녀의 관》 (2010년)
- 《물 좀 주소》 (2009년) - 노찬수 역
- 《은하해방전선》 (2007년) - 정 PD 역
- 《우리에게 내일은 없다》 (2007년) - 임 과장 부하 역
- 《후회하지 않아》 (2006년) - 마담 역
- 《전쟁영화》 (2005년) - 정학송 역
- 《동백꽃》 (2005년) - 진욱 역
- 《거미숲》 (2004년) - 박 형사 / 남자 (목소리) 역
- 《아! 이 맑고 따사로운 햇빛》 (2003년) - 수교 역
- 《레이디샬롯》 (2003년)
- 《꽃섬》 (2001년) - 박희진 역
- 《쿵쿵딱 별에는 기타리스트가 없다》 (1999년) - 아들 역
- 《돈오》 (1999년) - 여인 옆 남자
- 《쁘아종》 (1997년) - 붕어 건달 2 역

### 드라마
- 《미지의 서울》 (tvN, 2025년) - 최태관 역
- 《혼례대첩》 (KBS2, 2023년) - 홍천수 역
- 《힘쎈여자 강남순》 (JTBC, 2023년) - 하동석 역
- 《대행사》 (JTBC, 2023년) - 김태완 역
- 《최종병기 앨리스》 (WATCHA, 2022년) - 남우 역
- 《아직 최선을 다하지 않았을 뿐》 (TVING, 2022년) - 한경수 역
- 《이렇게 된 이상 청와대로 간다》 (2021년, Wavve) - 최수종 역
- 《슬기로운 의사생활2》 (2021년, tvN) - 환자 보호자 역
- 《월간 집》 (2021년, JTBC) - 영원의 아빠 역
- 《이 구역의 미친 X》 (2021년, 카카오TV & 넷플릭스) - 형사반장 역
- 《비밀의 숲 2》 (2020년, tvN) - 백중기 역
- 《사이코지만 괜찮아》 (2020년, tvN) - 평론가 역
- 《멜로가 체질》 (2019년, JTBC) - 성인종 역
- 《미스터 션샤인》 (2018년, tvN) - 이완용 역
- 《의문의 일승》 (2018년, SBS)
- 《내일 그대와》 (2017년, tvN)
- 《불야성》 (2016년, MBC) - 특별출연
- 《게임회사 여직원들》 (2016년, 네이버TV) - 맹수혁 팀장 역
- 《미세스 캅 2》 (2016년, SBS) - 최창호 역
- 《육룡이 나르샤》 (2015년, SBS) - 춘길 역
- 《미스코리아》 (2013년, MBC) - 황 사장 역
- 《할 수 있는 자가 구하라》 (2012년, MBC Every1) - 브레들리 홍 역

## 수상
- 2012년 제5회 대한민국 연극대상 남자연기상